# Who’s That Girl (Soundtrack)
Who’s That Girl ist der Soundtrack zur gleichnamigen Komödie aus dem Jahr 1987, mit Madonna und Griffin Dunne in den Hauptrollen.

## Entstehung und Veröffentlichung
Die Erstveröffentlichung von Who’s That Girl erfolgte am 17. Juli 1987 bei Warner Bros. Records. Das Album erschien in seiner Originalausführung gleichzeitig als CD (Katalognummer: 925 611-2) und LP (Katalognummer: 925 611-1) mit neun Titeln. Die Hauptinterpretin Madonna stellt vier Titel, die restlichen fünf stammen von weiteren verschiedenen Musikacts. Geschrieben und Produziert wurden die Lieder von verschiedenen Autoren und Produzenten, wobei Madonna alle ihre vier Lieder mit Patrick Leonard produzierte und zwei mit ihm zusammen schrieb, die anderen beiden Titel schrieb sie mit Stephen Bray.

## Titelliste
1. Who’s That Girl – Madonna
2. Causing a Commotion – Madonna
3. The Look of Love – Madonna
4. 24 Hours – Duncan Faure
5. Step by Step – Club Nouveau
6. Turn It Up – Michael Davidson
7. Best Thing Ever – Scritti Politti
8. Can’t Stop – Madonna
9. Coco Loco (So So Bad) – Coati Mundi

Outtakes und Demos
- Possessive Love (Patrick Leonard, Madonna, Jai Winding)[2]

## Singleauskopplungen
| Jahr | Titel Interpretation        | Höchstplatzierung, Gesamtwochen/‑monate, AuszeichnungChartplatzierungen (Jahr, Titel, Interpretation, Platzierungen, Wochen/Monate, Auszeichnungen, Anmerkungen) | Höchstplatzierung, Gesamtwochen/‑monate, AuszeichnungChartplatzierungen (Jahr, Titel, Interpretation, Platzierungen, Wochen/Monate, Auszeichnungen, Anmerkungen) | Höchstplatzierung, Gesamtwochen/‑monate, AuszeichnungChartplatzierungen (Jahr, Titel, Interpretation, Platzierungen, Wochen/Monate, Auszeichnungen, Anmerkungen) | Höchstplatzierung, Gesamtwochen/‑monate, AuszeichnungChartplatzierungen (Jahr, Titel, Interpretation, Platzierungen, Wochen/Monate, Auszeichnungen, Anmerkungen) | Höchstplatzierung, Gesamtwochen/‑monate, AuszeichnungChartplatzierungen (Jahr, Titel, Interpretation, Platzierungen, Wochen/Monate, Auszeichnungen, Anmerkungen) | Anmerkungen                                             |
| Jahr | Titel Interpretation        | DE | AT | CH | UK | US | Anmerkungen                                             |
| ---- | --------------------------- | --- | --- | --- | --- | --- | ------------------------------------------------------- |
| 1987 | Who’s That Girl Madonna     | DE2 (16 Wo.)DE | AT4 (3 Mt.)AT | CH2 (14 Wo.)CH | UK1 Silber · (10 Wo.)UK | US1 (16 Wo.)US | Erstveröffentlichung: 23. Juni 1987 Verkäufe: + 850.000 |
| 1987 | Causing a Commotion Madonna | DE14 (12 Wo.)DE | AT14 (2½ Mt.)AT | CH9 (8 Wo.)CH | UK4 (9 Wo.)UK | US2 (18 Wo.)US | Erstveröffentlichung: 25. August 1987                   |
| 1987 | Turn It Up Michael Davidson | — | — | — | — | — | Erstveröffentlichung: September 1987                    |
| 1987 | 24 Hours Duncan Faure       | — | — | — | — | — | Erstveröffentlichung: Oktober 1987                      |
| 1987 | The Look of Love Madonna    | DE34 (7 Wo.)DE | — | CH20 (3 Wo.)CH | UK9 (7 Wo.)UK | — | Erstveröffentlichung: 25. November 1987                 |

## Kommerzieller Erfolg

### Chartplatzierungen
| ChartsChartplatzierungen       | Höchstplatzierung | Wochen |
| ------------------------------ | ----------------- | ------ |
| Deutschland (GfK)              | 1 (18 Wo.)        | 18     |
| Österreich (Ö3)                | 5 (16 Wo.)        | 16     |
| Schweiz (IFPI)                 | 4 (12 Wo.)        | 12     |
| Vereinigte Staaten (Billboard) | 7 (28 Wo.)        | 28     |
| Vereinigtes Königreich (OCC)   | 4 (25 Wo.)        | 25     |

| ChartsJahrescharts (1987) | Platzierung |
| ------------------------- | ----------- |
| Deutschland (GfK)         | 20          |
| Österreich (Ö3)           | 26          |
| Schweiz (IFPI)            | 29          |

### Auszeichnungen für Musikverkäufe
| Land/Region                  | Auszeichnungen für Musikverkäufe (Land/Region, Auszeichnung, Verkäufe) | Verkäufe  |
| ---------------------------- | ---------------------------------------------------------------------- | --------- |
| Deutschland (BVMI)           | Gold                                                                   | 250.000   |
| Frankreich (SNEP)            | 2× Platin                                                              | 600.000   |
| Hongkong (IFPI/HKRIA)        | Platin                                                                 | 20.000    |
| Italien (FIMI)               | 2× Platin                                                              | 200.000   |
| Neuseeland (RMNZ)            | Gold                                                                   | 10.000    |
| Niederlande (NVPI)           | Gold                                                                   | 50.000    |
| Schweiz (IFPI)               | Gold                                                                   | 25.000    |
| Spanien (Promusicae)         | Platin                                                                 | 100.000   |
| Vereinigte Staaten (RIAA)    | Platin                                                                 | 1.000.000 |
| Vereinigtes Königreich (BPI) | Platin                                                                 | 300.000   |
| Insgesamt                    | 4× Gold · 8× Platin ·                                                  | 2.565.000 |

Hauptartikel: Madonna (Künstlerin)/Auszeichnungen für Musikverkäufe